# قطعنامه ۵۱۲ شورای امنیت
قطعنامه ۵۱۲ شورای امنیت سازمان ملل متحد که در تاریخ ۱۹ ژوئن ۱۹۸۲ تصویب شد، سندی بین‌المللی دربارهٔ لبنان است. این قطعنامه طی نشست ۲۳۸۰ام با ۱۵ موافق، ۰ مخالف و ۰ ممتنع تصویب شد.